# Dovilė Šakalienė

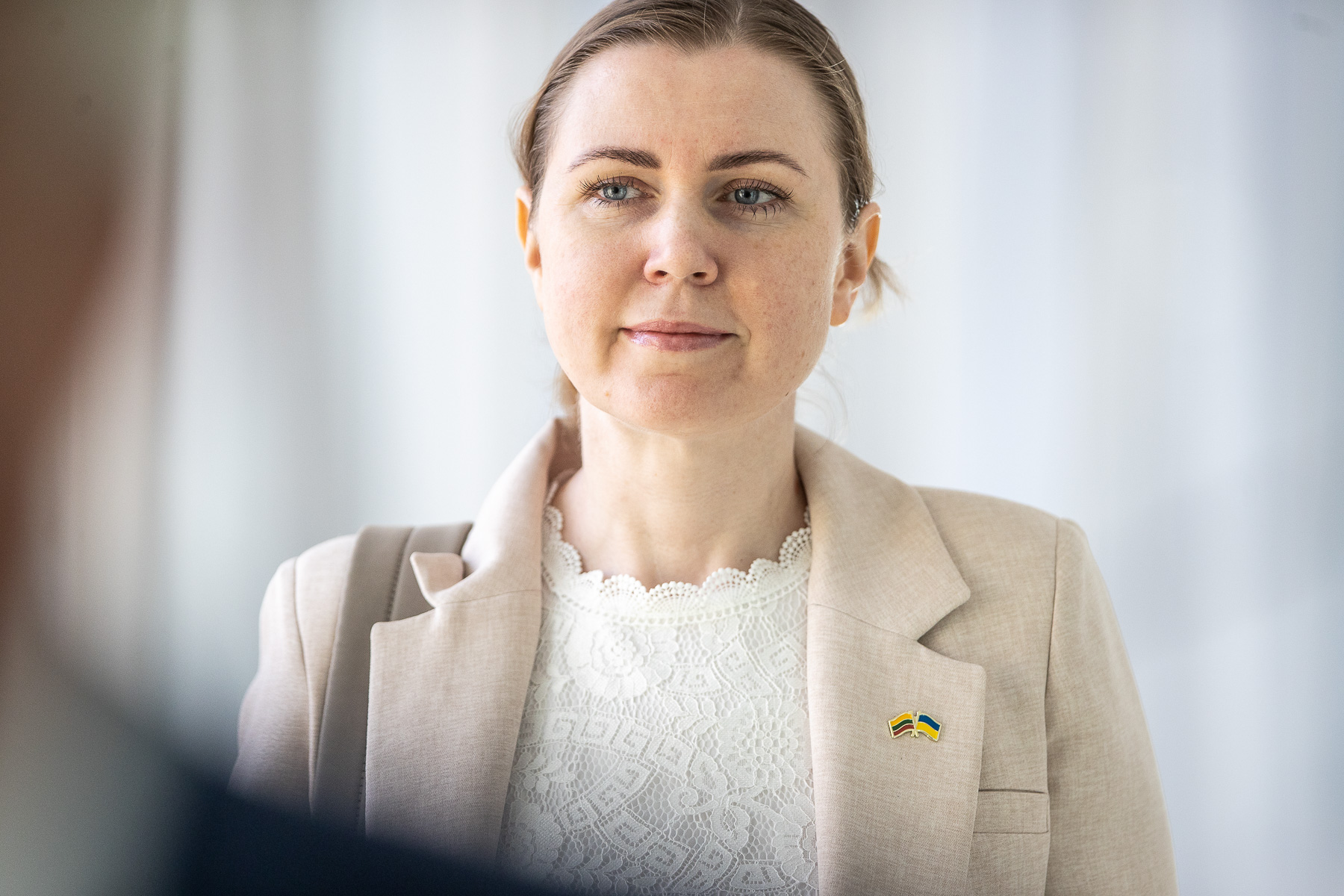
Dovilė Šakalienė, 2023

Dovilė Šakalienė (* 1. Juni 1978 in Kaunas) ist eine litauische Politikerin und Rechtspsychologin. Seit dem 12. Dezember 2024 ist sie Verteidigungsministerin im Kabinett Paluckas.

## Leben
Von 1994 bis 1995 lernte sie ein Semester nach dem Schüleraustauschprogramm von Open Society Fund-Lithuania an der Cibola High School des US-Bundesstaates New Mexico. 1996 machte sie ihr Abitur an der 5. Mittelschule Panevėžys. Von 1996 bis 2001 absolvierte sie das Bachelorstudium der Psychologie an der Vilniaus universitetas und 2003 das Masterstudium der Rechtspsychologie an der Mykolo Romerio universitetas (MRU) in Vilnius.
Von 2004 bis 2005 lehrte sie Kriminalpsychologie (praktische Seminare) an der MRU. Von 2004 bis 2015 arbeitete sie zuerst als Projektleiterin und dann Executive Direktorin am Institut der Menschenrechte (Žmogaus teisių stebėjimo institutas). Von 2011 bis 2015 war sie Moderatorin bei „Žinių radijas“ und Producer der Autorsendung „Žmogus žmogui“. Von 2012 bis 2016 arbeitete sie als akkreditierte Journalistin am Europarat in Straßburg. Seit November 2016 ist sie Seimas-Mitglied der Partei Lietuvos valstiečių ir žaliųjų sąjunga.
Šakalienė ist verheiratet. Mit ihrem Mann Valdas Šakalys hat sie einen Sohn.